# Foldit
Foldit è un videogioco sperimentale riguardante il ripiegamento proteico e la progettazione di nuove proteine, sviluppato all'Università di Washington tramite la collaborazione fra il dipartimento di Scienza e Ingegneria informatiche, il dipartimento di Biochimica (molte delle stesse persone hanno creato il progetto Rosetta@home) e il Center for Game Science.

## Storia
La prima versione beta pubblica del programma è stata distribuita  nel maggio del 2008, mentre nuove versioni vengono distribuite regolarmente grazie anche al feedback degli stessi utenti.
Il progetto, infatti, è partito su richiesta degli stessi utenti di Rosetta i quali, osservando lo screensaver del progetto (che mostra tutti i tentativi di ripiegamento di una proteina) si resero conto che alcuni di questi ripiegamenti, ad un semplice sguardo, erano completamente sbagliati, ma il software del programma li eseguiva comunque. L'idea, quindi, di unire la forza bruta delle simulazioni di tutte le possibilità con la raffinatezza dell'intuito umano ha portato alla creazione del gioco Foldit. In secondo luogo gli sviluppatori sperano, osservando come l'uomo analizza e interpreta lo spazio tridimensionale delle proteine, di mimare questa capacità anche nel software di simulazione automatica, così da ridurre la necessità di prove inutili. 
Nel 2016 il team di sviluppo ha creato una versione indipendente dell'applicativo, rimuovendo tutta una serie di caratteristiche legate al puro gioco (come, per esempio la terminologia ludica al posto di quella standard) e introducendo, d'altro canto, una serie di strumenti per biochimici professionisti. 

## Metodo
Foldit, esempio tipico del fenomeno della gamificazione, prevede una serie di tutorial in cui l'utente “manipola” semplici proteine, ma periodicamente vengono pubblicati dei puzzle (proteine da progettare o di cui bisogna trovare la reale struttura tridimensionale), in modo da aiutare i ricercatori nella ricerca contro importanti malattie. L'applicazione visualizza una rappresentazione grafica della struttura della proteina, che l'utente può manipolare con l'aiuto di un insieme di strumenti, al fine di trovare una struttura a più bassa energia (più probabile).
Quando l'utente partecipa a un puzzle, il programma calcola un punteggio, basato su come è stata ripiegata la proteina o su quanto efficace è la proteina progettata. Questi punteggi permettono di realizzare una classifica per ogni puzzle e una classifica globale degli utenti.
Gli utenti di Foldit possono creare dei gruppi e condividere le “soluzioni” dei puzzle.
Le simulazioni più promettenti, poi, passano alla fase di laboratorio: un wet-lab cerca di cristallizzare i risultati della simulazione per confrontarli con quelli ottenuti dal ripiegamento naturale della proteina e vedere le differenze.

## Finalità
Il processo tramite il quale le cellule generano la struttura primaria delle proteine tramite la biosintesi è ormai sufficientemente noto, come sufficientemente noto è il meccanismo con cui le proteine sono codificate dal DNA. Invece, prevedere come la struttura primaria di una proteina si trasformi in una struttura tridimensionale (terziaria) funzionale è molto più difficile: i principi energetici che regolano il ripiegamento sono noti, ma la previsione della struttura di una proteina richiede un'enorme potenza di calcolo. 
Negli ultimi anni, visti gli ottimi risultati ottenuti nel ripiegamento proteico, gli sviluppatori hanno inserito nel gioco anche strumenti per il design proteico (ovvero per creare proteine mai viste in natura) sia tools per il drug design, ovvero per creare proteine che possano interfacciarsi con proteine malate e curarle (ad esempio sono attivi una serie di puzzle per bloccare le aflatossine). 

## Risultati
- Un articolo della rivista Nature del 2010 ha accreditato a 57000 giocatori una performance nelle simulazioni pari o migliore di simulazioni calcolate con algoritmi automatici.
- Nel 2011 gli utenti sono riusciti a decifrare la struttura cristallina della proteasi del retrovirus Mason-Pfizer, un virus delle scimmie in grado di generare infezioni da immunodeficienza negli uomini (HIV/AIDS), struttura che era rimasta irrisolta da oltre 15 anni.  Il puzzle è stato disponibile on-line per tre settimane, mentre i giocatori hanno prodotto un risultato 3D apprezzabile in 10 giorni.